# Erythemis collocata
Erythemis collocata är en trollsländeart som först beskrevs av Hagen 1861.  Erythemis collocata ingår i släktet Erythemis och familjen segeltrollsländor. Inga underarter finns listade i Catalogue of Life.

## Bildgalleri

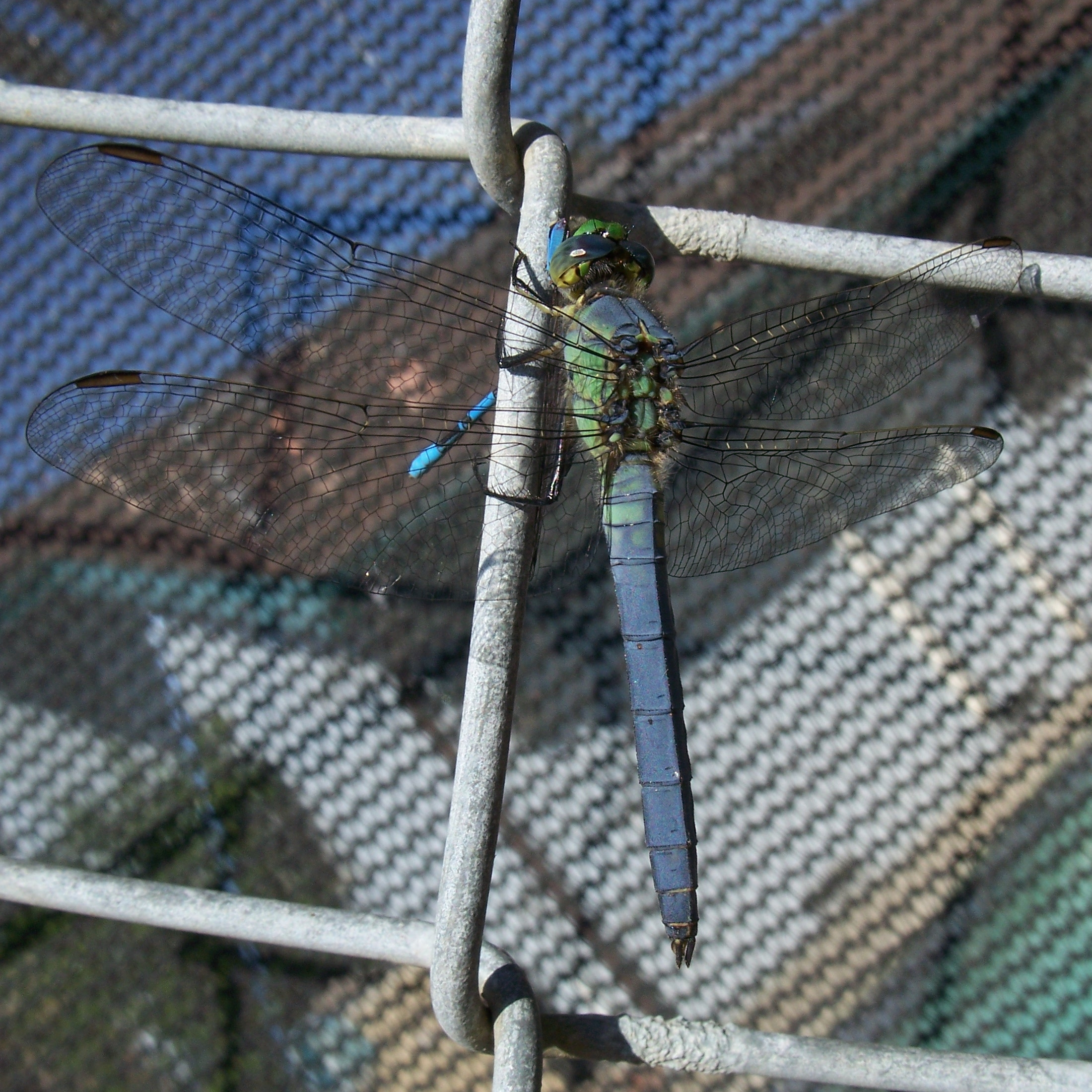
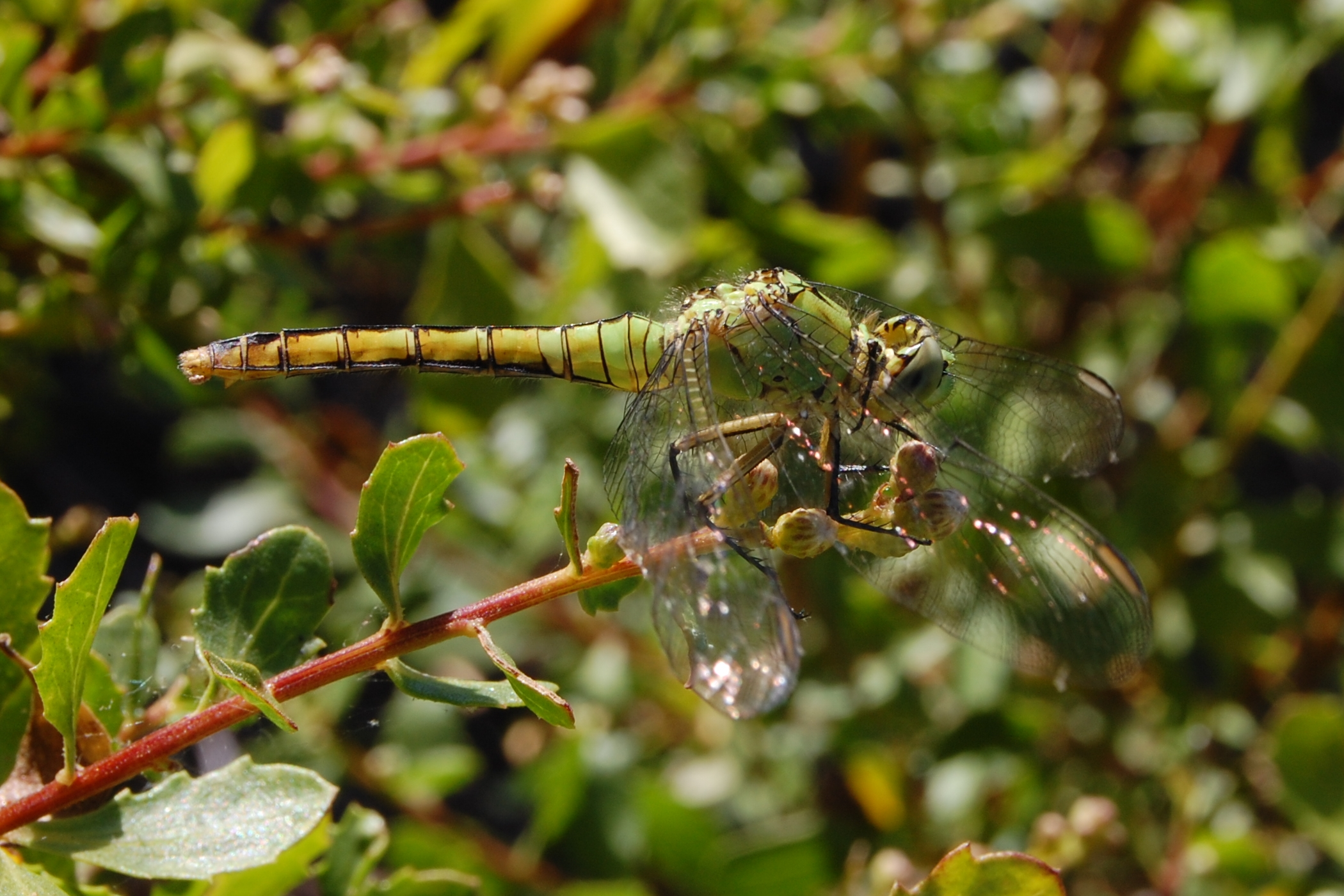
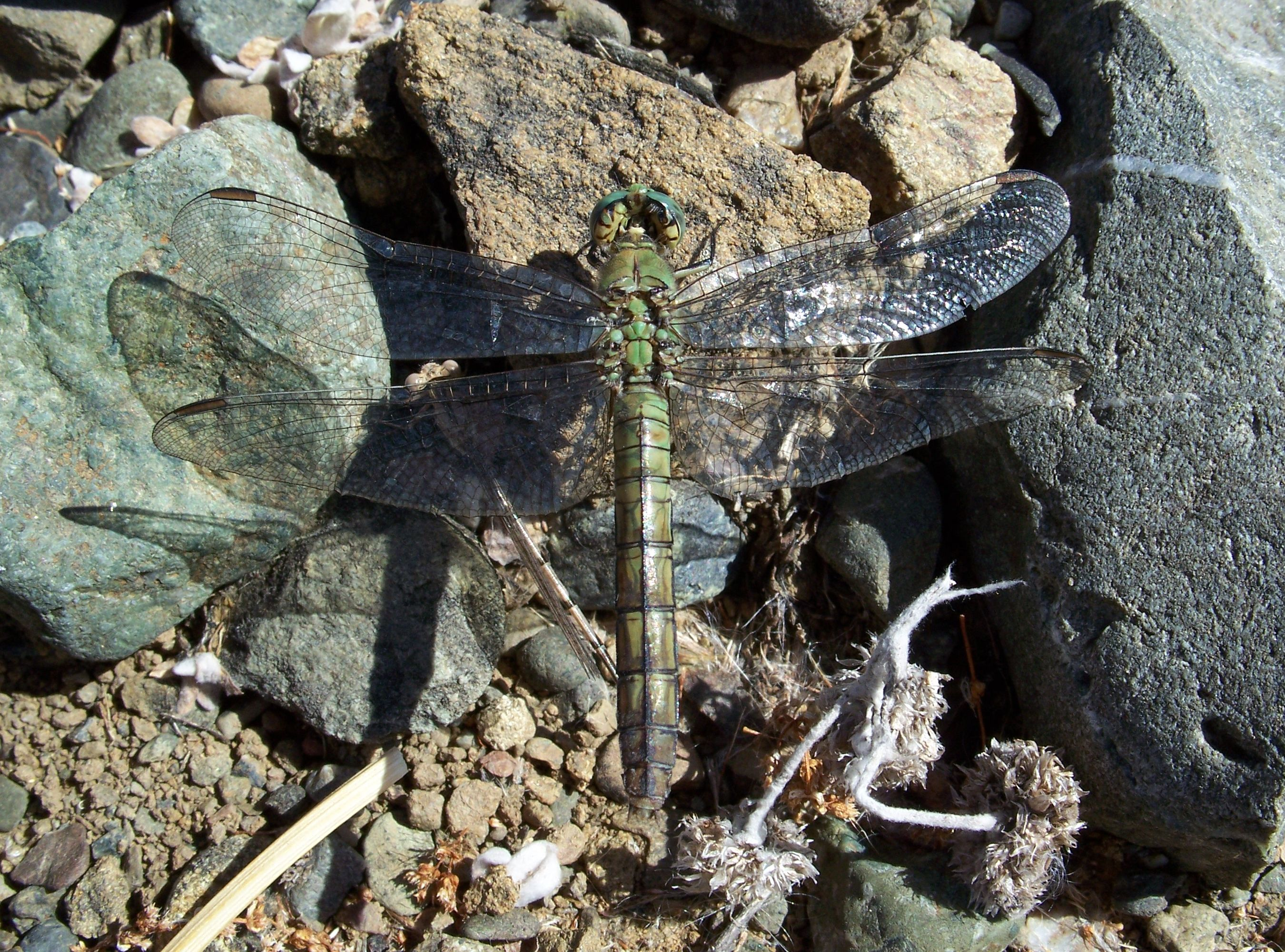
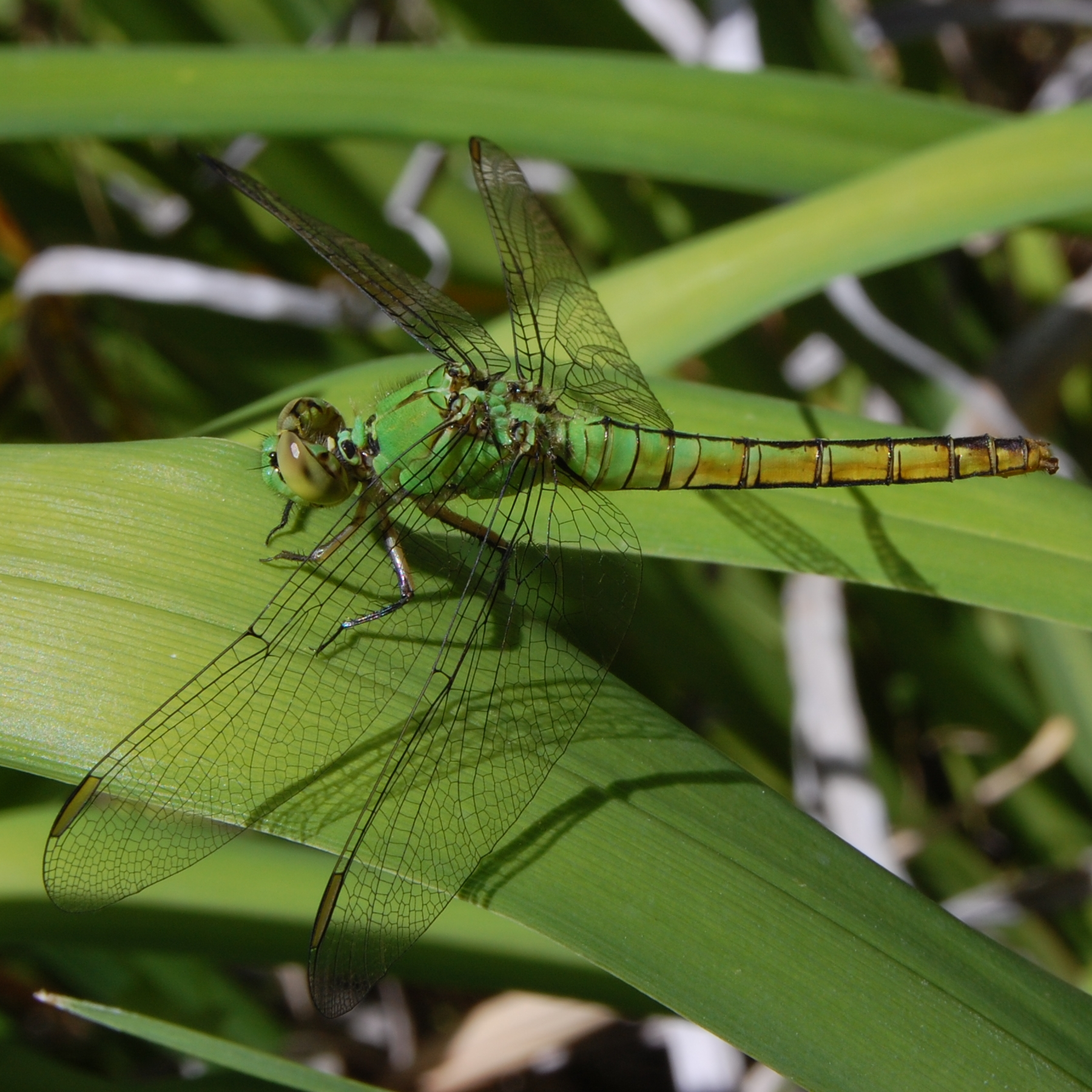